# Caspar Burman
Caspar Burman (ook: Casparus Burmannus) (Utrecht, 12 april 1696 – Kamerik, 22 augustus 1755) was geschiedschrijver en vanaf 1724 burgemeester van Utrecht. Daarnaast was hij lid van de Utrechtse Staten en van de Staten-Generaal. Hoewel gereformeerd zuiverde hij als eerste de eerste Nederlandse en de eerste niet-Italiaanse Paus Adrianus VI van blaam in een omvangrijke en zeer gedegen bronnenstudie. Naast Adrianus portretteerde Burman andere beroemde Utrechters en schreef hij stadskronieken over de middeleeuwse geschiedenis van Utrecht. Hij voorzag alle passages van noten met de bronvermelding en dat was uitzonderlijk in zijn tijd. In de Utrechtse wijk Tuinwijk is in 1921 een straat naar hem vernoemd.
- Biografisch Portaal: 46073005
- Digitale Bibliotheek voor de Nederlandse Letteren: burm005
- Gemeinsame Normdatei: 1055190562
- International Standard Name Identifier: 0000 0001 0785 3709
- Library of Congress Control Number: nb2009022968
- Nationale Bibliotheek van Tsjechië: ola2009531398
- Nationale Bibliotheek van Israël: 987007590241905171
- Nederlandse Thesaurus van Auteursnamen: 069962820
- Système universitaire de documentation: 192097067
- Virtual International Authority File: 88914604
- WorldCat: E39PBJwX73RHbgFCCd9TgTMgKd